# Hydrocolus
Hydrocolus es un género de coleópteros adéfagos  perteneciente a la familia Dytiscidae. 

## Especies
- Hydrocolus deflatus	(Fall 1923)
- Hydrocolus filiolus	(Fall 1923)
- Hydrocolus heggiensis	Ciegler 2001
- Hydrocolus oblitoides	Roughley & Larson 2000
- Hydrocolus oblitus	(Aube 1838)
- Hydrocolus paugus	(Fall 1923)